# タフタン
タフタン（ペルシア語、تافتون）とは、穀粉を主原料とした、膨張剤を使用して膨らませてから、粘土製の窯で焼き上げて作られるパンの1種である。

## 解説

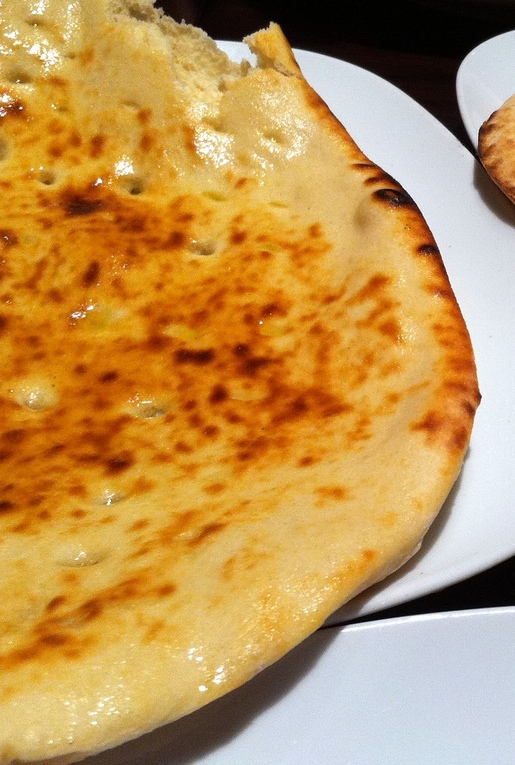
焼き上げられて皿に盛り付けられたタフタン。

「タフタン」はペルシア語である。したがって、ペルシア語圏のイラン料理（ペルシア料理）の1種なのは当然と言えるかもしれないものの、その他にペルシア語圏ではない地域の料理としても、つまり、パキスタン料理としても、また、インドのウッタル・プラデーシュ州付近の料理としても知られている

。
特にパキスタンにおいては、結婚式の時に提供される料理として、タフタンは重要な地位を占めている。なお、この際タフタンは、en:Sheermalと共に供されるのが普通である。

## 材料
タフタンの材料としては、穀粉と共に、乳汁、ヨーグルト、卵を用いる

。
ただし、この他に、香り付けのためにサフランを加えたり、カルダモンの粉末を少量加えたりするといったことが、しばしば行われる。また、サフランやカルダモンを使用することと比べれば頻度が低いものの、タフタンの表面にケシの実を飾る場合もある。